# Nomada valida
Nomada valida är en biart som beskrevs av Smith 1854. Nomada valida ingår i släktet gökbin, och familjen långtungebin. Inga underarter finns listade i Catalogue of Life.